# شارون وود
شارون وود هي متسلقة جبال كندية، ولدت في 18 مايو 1957 في هاليفاكس في كندا.